# 纳瓦霍国
纳瓦霍國（英語：Navajo Nation），又译納瓦荷保留地、納瓦荷族保留地，是美国的一块半自治的印第安保留地，有17,544,500英畝（71,000平方；27,413平方英里），包括整个亚利桑那州东北部、犹他州东南部、新墨西哥州西北部。它是美国最大的印第安保留地，2010年人口共計173667人。
依面積來算，納瓦霍國大過美國10個州，包含西維吉尼亞州、馬里蘭州、夏威夷州、麻薩諸塞州、佛蒙特州、新罕布夏州、紐澤西州、康乃狄克州、德拉瓦州及羅德島州；如果將新罕布夏州至羅德島州，共5個州的面積相加，其面積只大過納瓦霍國1%。
自19世紀以來，該領地曾擴張數次。

## 詞源
依據1868年《博斯克·雷東多條約》的第二條，該地的英語正式名稱為「納瓦霍印第安保留地」（Navajo Indian Reservation）。1969年4月15日，該部落將其名稱變更為「納瓦霍國」，並公布其徽章。1994年，部落議會拒絕一份將「納瓦霍」改為「迪内」（Diné）的官方提案，因為「迪内」代表著過去納瓦霍遠征的苦難，而「納瓦霍」則適合做為未來的稱號。
在納瓦霍語中，以法定邊界所包圍的保留地地理區域被稱為。這一詞彙與一般「納瓦霍地」（Navajoland）為概念的與具有鮮明的對比。這些術語不應和混淆，該詞指的是納瓦霍族的傳統領地，以四座納瓦霍族認定的聖山為範圍，分別是（圣弗朗西斯科群峰）、（赫斯珀勒斯山）、（布蘭卡峰）及（泰勒山）。

## 外部連結
- Official Navajo Nation Website
  - President of the Navajo Nation
  - Vice President of the Navajo Nation

36°11′13″N 109°34′25″W / 36.18694°N 109.57361°W